# Hylopezus ochroleucus
Pita-formigueira-de-sobrancelha ou pompeu (Hylopezus ochroleucus) é uma espécie de ave da família Formicariidae.
É endémica do Brasil.
Os seus habitats naturais são: florestas subtropicais ou tropicais húmidas de baixa altitude e savanas áridas.
Está ameaçada por perda de habitat.